# المدرسة الأمريكية (اقتصاد)
تمثل المدرسة الأمريكية في الاقتصاد والمعروفة أيضًا باسم النظام الوطني ثلاثة تراكيب مختلفة متعلقة في السياسة والقوانين والفلسفة. تضاءلت السياسة الأمريكية منذ ستينيات القرن التاسع عشر وحتى السبعينيات فعليًا. وصفها المؤرخ ميخائيل ليند بأنها فلسفة اقتصادية تطبيقية متماسكة تملك علاقات منطقية مع الأفكار الاقتصادية الأخرى.
هي فلسفة اقتصاد كلي سيطرت على السياسات الوطنية في الولايات المتحدة الأمريكية من وقت الحرب الأهلية الأمريكية وحتى منتصف القرن العشرين. وترتبط ارتباطًا وثيقًا بالاتجارية ويمكن اعتبارها نقيضًا للاقتصاد الكلاسيكي. وقد شملت هذه السياسات الأساسية الثلاث:
1. حماية الصناعة من خلال فرض تعريفات انتقائية عالية (خاصة بين عامي 1861 و1932) ومن خلال الإعانات (خاصة بين عامي 1932 و1970).
2. تخلق الاستثمارات الحكومية في البنية التحتية تحسينات داخلية هادفة (خاصة في النقل).
3. وجود بنك وطني ذو سياسات تعزز نمو المشاريع الإنتاجية بدلًا من المضاربة.[8][9][10][11]

روج جون كوينسي آدامز وحزبه الجمهوري الوطني وهنري كلاي وحزب اليمين وأبراهام لينكون من خلال الحزب الجمهوري للعناصر الرئيسية في المدرسة الأمريكية.
نمت الولايات المتحدة الأمريكية خلال فترة تطبيق النظام الأمريكي لتصبح أكبر اقتصاد في العالم مع أعلى مستوى معيشة، وتجاوزت الإمبراطورية البريطانية بحلول ثمانينيات القرن التاسع عشر.

## التاريخ

### أصولها
تمثل المدرسة الأمريكية للاقتصاد إرث ألكسندر هاميلتون، الذي ذكر في تقريره عن الصناعات: إنَّ الولايات المتحدة الأمريكية لا يمكن أن تصبح مستقلة تمامًا حتى تصبح مكتفية ذاتيًا في جميع المنتجات الاقتصادية الضرورية.
تُظهر دراسة فرانك بورجين لعام 1989 حول الاجتماع الدستوري أنَّ المشاركة المباشرة للحكومة في الاقتصاد كانت مقصودة من قبل المؤسسين. كان الهدف الذي عبر عنه هاميلتون بقوة هو التأكد من عدم فقدان الاستقلال السياسي من خلال الاعتماد الاقتصادي والمالي على سلطات أوروبا. كان يُنظر إلى إنشاء حكومة مركزية قوية قادرة على تعزيز العلم والاختراع والصناعة والتجارة كوسيلة أساسية لتعزيز الرفاهية العامة وجعل اقتصاد الولايات المتحدة الأمريكية قويًا بما يكفي لتحديد مصيرهم.
أعطى عدد من البرامج التي طبقتها الحكومة الفيدرالية في الفترة التي سبقت الحرب الأهلية شكلًا ومضمونًا للمدرسة الأمريكية. تضمنت هذه البرامج إنشاء مكتب براءات الاختراع في عام 1802 وتأسيس المسح الساحلي والجيوديزي في عام 1807 بالإضافة إلى تدابير أخرى لتحسين الملاحة النهرية والموانئ من خلال قانون الأنهار والموانئ لعام 1824.
شملت التطورات الأخرى حملات الجيش المختلفة إلى الغرب بدايةً من حملة اكتشاف لويس وكلارك في عام 1804 حتى سبعينيات القرن التاسع عشر، وكانت دائمًا تحت توجيه ضابط من الجيش من فيلق المهندسين الطبوغرافيين، والذي قدم معلومات مهمة للمكتشفين، مع تعيين ضباط مهندسين من الجيش لمساعدة أو توجيه المساحين وبناء خطوط السكك الحديدية والقنوات وإنشاء البنك الأول والثاني للولايات المتحدة الأمريكية بالإضافة إلى تدابير الحماية المختلفة مثل تعرفة عام 1828.
كان أبرز المؤيدين الرئيسيين هم علماء الاقتصاد مثل فريدريش لست (1789– 1846) وهنري كاري (1793– 1879). كان لست أحد كبار علماء الاقتصاد الألمان والأمريكيين في القرن التاسع عشر وهو الذي أطلق على النظام اسم النظام الوطني وطوره أكثر في كتابه الذي حمل عنوان (النظام الوطني للاقتصاد السياسي).
صاغ كلاي اسم (النظام الأمريكي) لتمييزه كمدرسة فكرية عن نظريات الاقتصاد المتنافسة في ذلك الوقت مثل النظام البريطاني الذي شرحه آدم سميث في عمله ثروة الأمم.

### السياسات الوسطية
تضمنت المدرسة الأمريكية ثلاث نقاط سياسة أساسية:
1. دعم الصناعة: مناصرة سياسة الحماية، ومعارضة التجارة الحرة خاصة لحماية الصناعات الناشئة والصناعات التي تواجه منافسة الاستيراد من الخارج. أمثلة: قانون التعرفة لعام 1789، وقانون التعرفة لعام 1816، وتعرفة موريل.
2. تأسيس البنية التحتية المادية: التمويل الحكومي للتطوير الداخلي لدعم التجارة وتطوير الصناعة. وشمل ذلك تنظيم البنية التحتية المملوكة من القطاع الخاص لضمان تلبيتها احتياجات الأمة. أمثلة: الطريق الوطني وسكة حديد دول اتحاد المحيط الهادئ.
3. إنشاء بنية تحتية مالية: كإنشاء بنك وطني برعاية الحكومة لصك العملة وتشجيع التجارة. وشمل ذلك استخدام السلطات تنظيم الائتمان لتشجيع تنمية الاقتصاد وردع المضاربة. مثل: بنك الولايات المتحدة الأمريكية الأول وبنك الولايات المتحدة الأمريكية الثاني وقانون البنك الوطني.[16]

شرح عالم الاقتصاد الأمريكي الرائد ومستشار أبراهام لينكون هنري سي في كتابه الذي حمل عنوان (تناغم المصالح) نقطتين إضافيتين لهذه الفلسفة الاقتصادية واللتان تميزانها عن أنظمة آدم سميث أو كارل ماركس:
1. دعم الحكومة لتطوير العلوم والتعليم العام من خلال نظام مدرسي عمومي بالإضافة إلى الاستثمار في البحث الإبداعي من خلال المنح والإعانات.
2. نبذ  الصراعات الطبقية ودعم مبدأ تناغم المصالح بين المالكين والعمال والمزارعين والمصنعين والطبقة الغنية والطبقة العاملة.[17]

كتب كاري في مقطع من كتابه الذي حمل عنوان تناغم المصالح بخصوص الاختلاف بين النظام الأمريكي والنظام الاقتصادي البريطاني:
«يوجد نظامان في هذا العالم ... يتطلع الأول إلى زيادة ضرورة التجارة، والآخر لزيادة قوة الحفاظ عليه. يتطلع الأول إلى التقليل من شأن الإنسان وخفض بقية العالم إلى مستواه، والآخر لرفع مستوى الإنسان في جميع أنحاء العالم. يتطلع الأول إلى نشر الفقر والجهل والهمجية. والآخر لزيادة الثروة والراحة والذكاء والجمع بين العمل والحضارة. يتطلع الأول نحو حرب عالمية والآخر نحو السلام العالمي. الأول هو النظام الإنجليزي، والثاني هو الذي نفخر بتسميته النظام الأمريكي، لأنه الوحيد الذي هدف في ذلك الوقت إلى رفع ومساواة حالة البشر في جميع أنحاء العالم.»

### تأييد المدرسة الأمريكية
أطلق هنري كلاي اسم النظام الأمريكي في خطاب ألقاه أمام الكونغرس يدعو إلى برنامج اقتصادي يقوم على أساس الفلسفة الاقتصادية المستمدة من نظريات ألكسندر هاميلتون الاقتصادية. دعت سياسات كلاي إلى فرض رسوم جمركية عالية لدعم التطورات الداخلية مثل بناء الطرق وإنشاء بنك وطني لتشجيع المشاريع الإنتاجية وصك عملة وطنية.
«استخدم كلاي مصطلح النظام الأمريكي لأول مرة في عام 1824 على الرغم من أنه كان يعمل على تفاصيل النظام منذ سنوات عديدة. سنَّ الكونغرس أجزاء من النظام الأمريكي. أعيد ترخيص البنك الثاني للولايات المتحدة الأمريكية في عام 1816 لمدة 20 عامًا. وحافظوا على تعريفات عالية منذ أيام هاميلتون وحتى عام 1832. ومع ذلك لم يمول النظام الوطني الاقتصادي التطورات الداخلية بشكل كافٍ، يعود الفشل في القيام بذلك إلى التداعيات الدستورية لهذه النفقات.»
أصبحت خطة كلاي هي المبدأ الرئيسي للحزب الجمهوري القومي لجون كوينسي آدامز وحزب اليمين ودانيال وبستر.
دعم إقليم نيو إنغلاند وإقليم الأطلسي الأوسط النظام الأمريكي. إذ حموا مصانعهم الجديدة من المنافسة الأجنبية.
عارض الجنوب النظام الأمريكي لأن أصحاب المزارع كانوا يعتمدون بشدة على إنتاج القطن للتصدير وقلل النظام الأمريكي من الطلب على القطن ورفع تكاليف السلع المصنعة. أبقت الولايات المتحدة التعريفات منخفضة بعد عام 1828 حتى انتخاب أبراهام لنكولن في عام 1861.

## دول أخرى
كان تأثير فريدريش لست كبيرًا على الدول النامية، إذ اتبعت اليابان نموذجه. وقيل أيضًا أنَّ سياسات دينغ شياو بينج ما بعد ماو كانت مستوحاة من لست وكذلك السياسات الحديثة في الهند.